# Avontuur
L'Avontuur est une goélette franche allemande à deux-mâts servant désormais de navire-école et au transport de marchandises.

## Histoire
L'Avontuur est un ancien navire de charge construit aux Pays-Bas sur le chantier Otto Smith à Stadskanaal. Il a servi comme cargo léger pour le trafic maritime le long des côtes de la mer du Nord et les eaux intérieures. Après la Seconde Guerre mondiale, son exploitation en tant que cargo ne valant plus la peine, il a été reconverti pour le transport de passagers entre le continent et les Îles de la Frise-Occidentale.
En 2014, le navire subit des réparations générales sur le site de la "Timbercoast" à Elsfleth pour devenir un navire de plaisance et servir de navire-école. Il sert occasionnellement au transport de marchandises pour la société TOWT .